# Ambassis marianus
Ambassis marianus és una espècie de peix pertanyent a la família dels ambàssids.

## Descripció
- Fa 10 cm de llargària màxima (normalment, en fa 6).
- 7-8 espines i 9-10 radis tous a l'aleta dorsal.
- 3 espines i 10-11 radis tous a l'aleta anal.
- 24 vèrtebres.[3][4][5]

## Hàbitat
És un peix d'aigua dolça i salabrosa, demersal i de clima subtropical (26°S-36°S).

## Distribució geogràfica
És un endemisme de l'est d'Austràlia.

## Observacions
És inofensiu per als humans.